# Гусєв Сергій Володимирович
Сергій Володимирович Гусєв (рос. Сергей Владимирович Гусев; 31 липня 1975, м. Нижній Тагіл, СРСР) — російський хокеїст, захисник. Заслужений майстер спорту Росії (2002). 
Вихованець хокейної школи «Супутник» (Нижній Тагіл), тренер — С. Шубников. Виступав за ЦСК ВВС (Самара), «Мічиган К-Вінгс» (ІХЛ), «Даллас Старс», «Тампа-Бей Лайтнінг», «Детройт Вайперс» (ІХЛ), «Авангард» (Омськ), «Сєвєрсталь» (Череповець), СКА (Санкт-Петербург), «Автомобіліст» (Єкатеринбург), «Югра» (Ханти-Мансійськ). 
В чемпіонатах НХЛ — 552 матчі (16+52), у турнірах Кубка Стенлі — 40 матчів (0+5).
У складі національної збірної Росії провів 51 матч (2+5); учасник чемпіонатів світу 2002, 2003 і 2005 (22 матчі, 0+4). У складі молодіжної збірної Росії учасник чемпіонату світу 1995. 
Освіта — дві вищі. Закінчив Череповецький державний університет і Національний державний університет ім. Лесгафта.
Дружина — Світлана. Дочки — Дар'я (1994 р.н.) і Марія (2004).
Досягнення
- Срібний призер чемпіонату світу (2002, 2006), бронзовий призер (2005)
- Срібний призер чемпіонату Росії (2003)
- Володар Кубка європейських чемпіонів (2005)
- Володар Кубка Шпенглера (2010)
- Фіналіст Кубка Гагаріна (2012)
- Срібний призер молодіжного чемпіонату світу (1995).